# Émile Jéquier
Émile Jéquier, né à Santiago du Chili le 11 janvier 1866 et mort à Asnières-sur-Seine le 21 janvier 1949, est un architecte franco-chilien. 

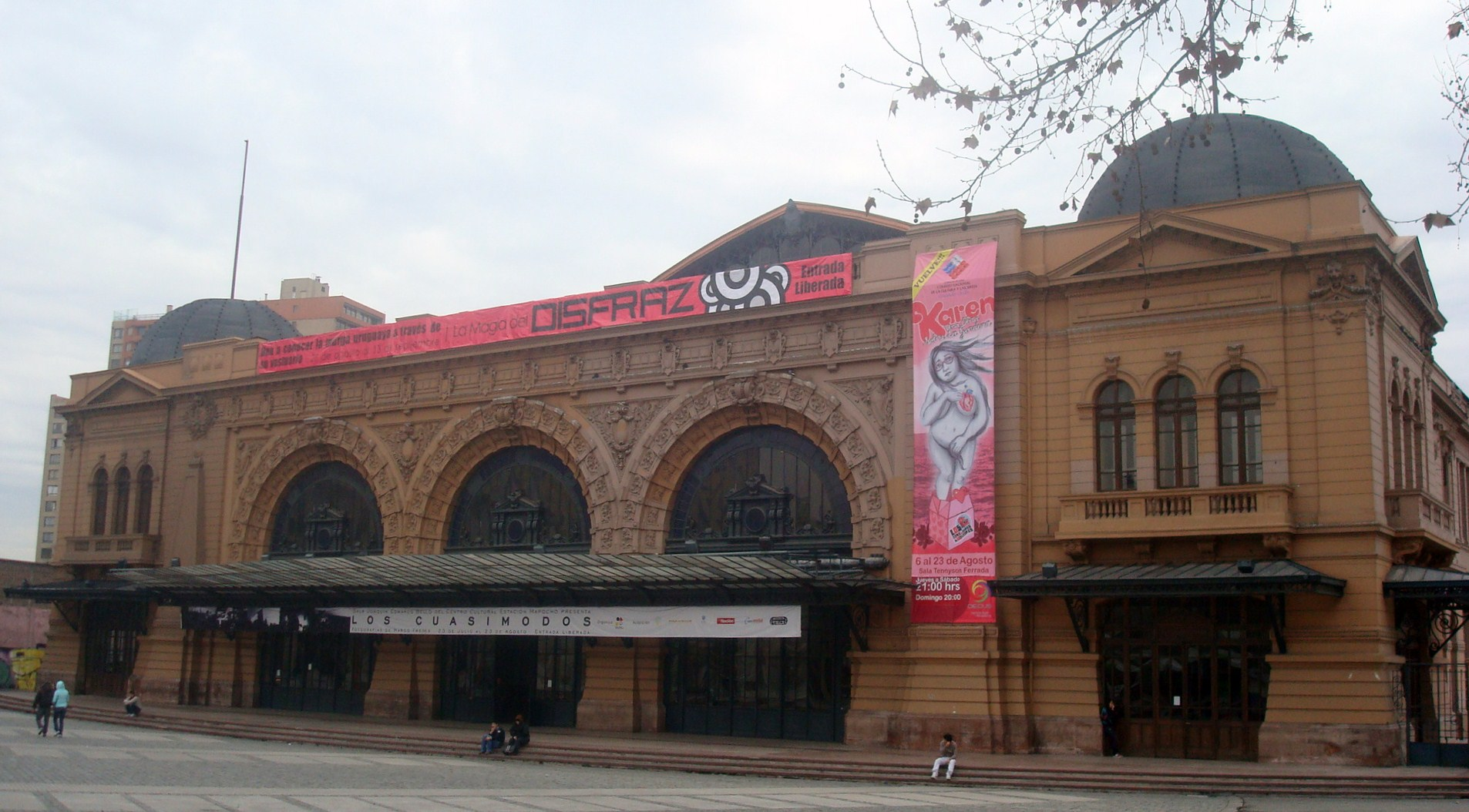
Gare ferroviaire Mapocho à Santiago

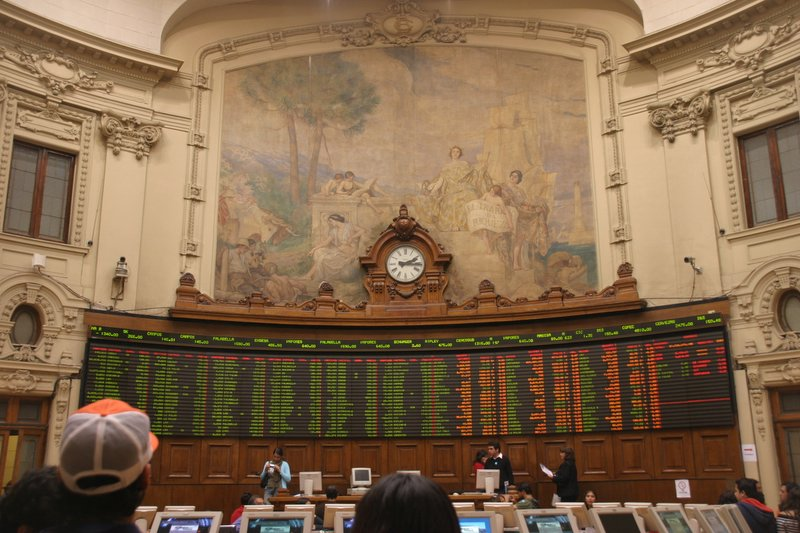
Bourse de commerce de Santiago

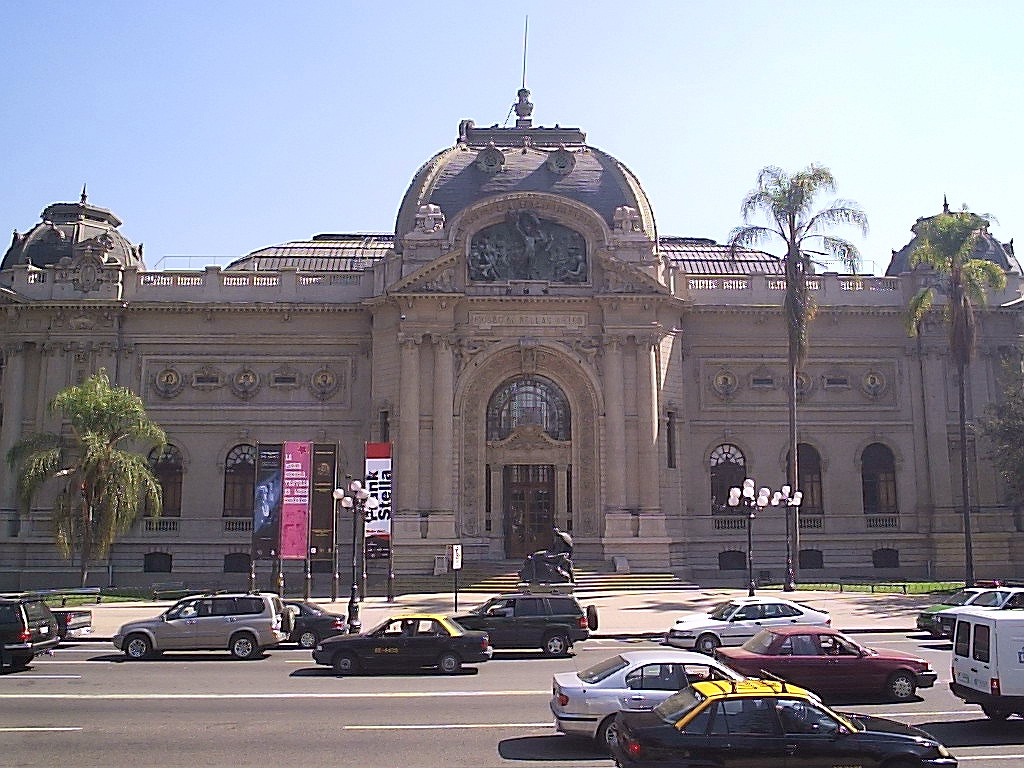
Façade du Musée national des beaux-arts de Santiago

## Biographie
Sa famille voyagea en France en 1870 et s'y installa. Il étudia à l'École d'architecture d'Émile Trélat où il obtint son diplôme. Il poursuivit ses études à l'École nationale supérieure des beaux-arts à Paris, puis il travailla pendant trois ans dans l'atelier de Paul Blondel pour parfaire ses connaissances. Il participa dans l'atelier de l'architecte Prosper Bobin à la préparation de l'Exposition universelle de Paris de 1889. Il retourna au Chili en 1902 où il ouvrit son propre bureau d'architecture avec son cousin, l'architecte et photographe Julio Bertrand. 
Peu après, il remporta le concours organisé par les architectes du ministère de l'Industrie et des Travaux publics pour construire le nouveau bâtiment du Musée national des beaux-arts de Santiago dont les travaux commencèrent en 1905. De 1910 à 1927 il fut membre du Conseil des Beaux-Arts, une entité qui collaborait à l'administration de ce musée.
Il fut également professeur d'architecture à l'Université pontificale catholique du Chili, où il est considéré comme l'un des professeurs les plus remarquables des premières années de cette institution.

## Réalisations
Émile Jéquier est cité dans l'histoire de l'art chilien pour la construction d'importants bâtiments publics dont le Musée national des beaux-arts. Le plan interne et la façade principale de ce travail ont été inspirés par le Petit Palais de Paris, une architecture néoclassique fortement rehaussée en détails Art nouveau et structures métalliques, l'architecture alors très en vogue au XIXe siècle. Le palais, situé au Parque Forestal, a été inauguré le 21 septembre 1910.
Les autres œuvres importantes de Jéquier, de style néo-classique, sont toutes situées à Santiago du Chili:
- Ministère de l'Industrie et des Travaux publics.
- Palais des tribunaux de justice (1907).
- Gare ferroviaire Mapocho (1913).
- Institut pour les sciences humaines (maintenant le Centre de vulgarisation à l'Université catholique du Chili).
- Bourse de Santiago (1917).
- Pavillon Valentín Errázuriz de l'Hôpital San Borja.

## Sources
- Emile Jéquier (en espagnol). www.artistasplasticoschilenos.cl. Sitio Artistas Plásticos Chilenos, Biblioteca Museo Nacional de Bellas Artes, Santiago de Chile.
- Arquitectura: Más de 120 años de liderazgo y tradición (em espanhol). dsrd.uc.cl. Dirección de Servicios y Registros Docentes - Pontificia Universidad Católica de Chile.
- Balmaceda Lissette. El Museo Nacional De Bellas Artes: Memoria Para Optar Al Grado Académico De Licenciado En Artes Plásticas Con Mención Pintura. Santiago: Universidad De Chile, 1978.
- Biblioteca Y Centro De Información. Archivo Documental Del Artista Emilio Jéquier.
- Claro Tocornal, Regina. La Representación De La Pobreza En El Arte Chileno, Una Primera Aproximación. Santiago: Anales Del Instituto Chile. Vol. Xxvi, 2007.
- Exposición Internacional De Bellas Artes: Catálogo Oficial Ilustrado. Santiago: Imprenta Barcelona, 1910.
- Gross, Patricio. Arquitectura En Chile. Santiago: Departamento De Extensión Cultural, Ministerio De Educación, 1978.
- Ivelic, Milan Y Castillo, Ramón. Historia Del Museo Nacional De Bellas Artes. Santiago: Ediciones Philips Chilena, 1998.
- Ivelic, Milan. Un Siglo De Pintura Chilena. Calendario Colecciones Philips. Santiago: Philips Chilena S.A., 1999.
- Laborde, Miguel. Lugares Con Historia. Santiago: Editorial Contrapunto, 1990.
- Lihn, Enrique. Enrique Lihn, Textos Sobre Arte. Santiago: Universidad Diego Portales, 2008.
- Manriquez Reyes, Luis Y Campos Menendez, Enrique. Santiago De Nueva Extremadura. Santiago: Dirección De Bibliotecas, Archivos Y Museos, 1983.
- Montandón, Roberto Y Pirotte, Silvia. Monumentos Nacionales De Chile: 225 Fichas. Santiago: Ministerio De Educación, Consejo De Monumentos Nacionales/Ministerio De Obras Públicas, 1992.
- Ortega, Oscar Y Otros. Guía De La Arquitectura De Santiago. Santiago: Facultad De Arquitectura Y Urbanismo, Universidad De Chile, 1976.
- Ossa, Nena Y Campos M., Enrique. Museo Nacional De Bellas Artes. Santiago: Dirección De Bibliotecas, Archivos Y Museos, 1984.
- Rodriguez G., Concepción. Enap, Cuatro Ciudades, Cuatro Museos. Santiago: Empresa Nacional De Petroleo, 1998.